# دوريس دراغوفيتش
دوريس دراغوفيتش (بالكرواتية: Doris Dragović)‏ هي مغنية كرواتية، ولدت في 16 أبريل 1961 في سبليت في كرواتيا.

## وصلات خارجية
- دوريس دراغوفيتش على موقع IMDb (الإنجليزية)
- دوريس دراغوفيتش على موقع ميوزك برينز (الإنجليزية)
- دوريس دراغوفيتش على موقع ديسكوغز (الإنجليزية)
- دوريس دراغوفيتش على موقع كينوبويسك (الروسية)